# 방기 음포코 국제공항

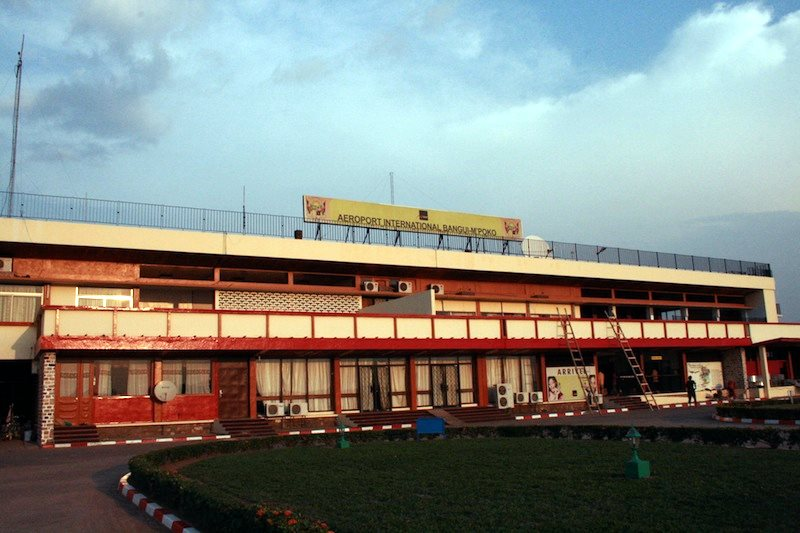

방기 음포코 국제공항(영어: Bangui M'Poko Internatioanl Airport, IATA: BGF, ICAO: FEFF)은 중앙아프리카공화국의 수도 방기에서 북서쪽으로 거리에 위치한 국제공항으로 2004년에 53,862명의 승객들이 이 공항을 이용했다.

## 운항 노선
| 항공사              | 목적지                                           |
| ------------------- | ------------------------------------------------ |
| 아프리키야 항공     | 트리폴리                                         |
| 에어프랑스          | 파리(샤를 드 골)                                 |
| ASKY 항공           | 코토누, 라고스, 롬, 야운데                       |
| 에티오피아 항공     | 두알라, 아디스아바바                             |
| 인터에어 남아프리카 | 두알라                                           |
| 케냐항공            | 나이로비, 두알라                                 |
| 로얄 에어 모로코    | 두알라, 카사블랑카                               |
| TAAG앙골라항공      | 두알라, 루안다, 브라자빌                         |
| 투마이 에어 챠드    | 두알라, 브라자빌, 롬, 코토누, 리브르빌, 은자메나 |